# Mirante da Serra
Mirante da Serra este un oraș în Rondônia (RO), Brazilia.